# Felippe Cardoso
Wanderson Felippe Cardoso dos Santos (* 4. Oktober 1998 in São Paulo), auch einfach nur Felippe Cardoso genannt, ist ein brasilianischer Fußballspieler.

## Karriere
Felippe Cardoso erlernte das Fußballspielen in der Jugendmannschaft vom Osvaldo Cruz FC im brasilianischen Osvaldo Cruz. Hier stand er bis September 2017 unter Vertrag. Am 13. September 2017 wechselte er zu AA Ponte Preta nach Campinas. Von September 2018 bis Dezember 2018 wurde er an den FC Santos ausgeliehen. Der Verein aus Santos spielte in der ersten brasilianischen Liga, der Série A. Nach Ende der Ausleihe wurde er von dem Erstligisten im Januar 2019 fest unter Vertrag genommen. Die zweite Jahreshälfte 2019 wurde er an den Ligakonkurrenten Ceará SC nach Fortaleza ausgeliehen. Von Januar 2020 bis März 2021 spielte er ebenfalls auf Leihbasis beim Erstligisten Fluminense Rio de Janeiro in Rio de Janeiro. Ende März 2021 ging er nach Asien. Hier lieh ihn der japanische Klub Vegalta Sendai aus. Mit dem Verein aus Sendai spielt er in der ersten japanischen Liga, der J1 League. Am Saisonende 2021 belegte er mit Sendai den neunzehnten Tabellenplatz und musste in zweite Liga absteigen. Für Sendai bestritt er insgesamt 43 Ligaspiele. Nach der Ausleihe kehrte er nach Brasilien zurück. Nach Vertragsende beim FC Santosa wechselte er im Januar 2023 nach Portugal. Hier schloss er sich dem Erstligisten Casa Pia AC aus der Hauptstadt Lissabon an.